# Luigi Chiarini (Priester)
Luigi Chiarini (* 26. April 1789 im Val di Chiana; † 28. Februar 1832 in Warschau, Polen) war ein italienischer römisch-katholischer Priester, Altphilologe und Übersetzer, bekannt für die erste Übersetzung des Talmuds (Babylonischer Talmud und Jerusalemer Talmud) ins Französische.

## Leben
Chiarinis Eltern waren Antonio und Stella Casagli. Seine erste Ausbildung erhielt er am bischöflichen Seminar von Montepulciano, das Ippolito Niccolai leitete. Von dort ging er an die Universität Pisa, wo er im Collegio Ricci lebte. Seinen Doktortitel erwarb er bei Luca Antonio Pagnini, der dort als Professor von 1806 bis 1813 Lateinische Poesie lehrte. Zudem lernte er Hebräisch und Arabisch bei Cesare Malanima. Entscheidend wurde die Begegnung mit Sebastiano Ciampi, der antike Literaturen lehrte. Durch den Bischof von Montepulciano wurde er 1814 zum Priester geweiht. An der Scuola normale unterrichtete er für kurze Zeit Latein und Griechisch, in den Sommermonaten auch Rhetorik an den Scuole regie. Seinen Lebensunterhalt verdiente er sich allerdings vornehmlich, indem er englische Reisende im Italienischen unterrichtete. Nach einer ersten Veröffentlichung im Jahr 1816 publizierte er zwei Jahre später seinen Saggio di poesie. Darin fanden sich eigene, aber auch aus dem Lateinischen, Griechischen und Hebräischen übersetzte Gedichte.
1818 wurde er zwar nach Warschau berufen, doch verzögerte sich seine Abreise so sehr, dass die Stelle an der neugeschaffenen Universität anderweitig vergeben wurde. So musste er zeitweise wieder Griechisch unterrichten, doch auf Initiative des Ministers Graf Stanisław Potocki Kostka erhielt er einen Lehrstuhl für orientalische Sprachen und Kirchengeschichte an der Königlichen Universität Warschau. Mit seiner Dissertation De pastorali poësi Hebraeorum cum graeco bucolico carmine comparata sicherte er sich diese Stellung auf Dauer. Um auch die deutschsprachige Fachliteratur verstehen zu können – etwa von Wilhelm Gesenius –, lernte er auch diese Sprache.
Er war der Autor von „Théorie du judaïsme“ (Theorie des Judentums, 1830). Seine Übersetzung des Talmuds profitierte von einem Stipendium von Zar Nikolaus I. Er war Hebräischlehrer von Albert Kazimirski de Biberstein.

## Schriften
- Considerazioni del canonico Luigi Chiarini professore di storia ecclesiastica e di lingue orientali nella R. Università di Varsavia e presidente della censura ebraica nel Regno di Polonia intorno al libro intitolato La Fionda di David o sia l'antichità ed autorità dei Punti Vocali nel Testo Ebreo dimostrata e difesa per il Dott. Rosellini Toscano. In: Nuova Collezione d'opuscoli letterarii. IV. Jahrgang, 1824, S. 183–202 (italienisch, google.com [abgerufen am 1. Dezember 2021]).
- L. Chiarini: Observations sur un article de la "Revue encyclopédique", dans lequel on examine le projet de traduire le Talmud de Babylone... F. Didot, Paris 1829
- L. A. Chiarini: Théorie du Judaïsme, appliquée à la réforme des Israélites de tous les pays de l’Europe, et servant en même temps d’ouvrage préparatoire à la version du Thalmud de Babylone. J. Barbezat, Paris 1830
- Louis-A. Chiarini: Fragment d’astronomie chaldéenne découvert dans le prophète Ezéchiel et éclairci. J. A. G. Weigel, Leipzig 1831
- Le Thalmud de Babylone, traduit en langue française et completé par celui de Jérusalem et par d’autres monuments de l’antiquité judaïque. Band 1. J. A. G. Weigel, Leipzig 1831 (französisch, google.com).
- Le Thalmud de Babylone, traduit en langue française et completé par celui de Jérusalem et par d’autres monuments de l’antiquité judaïque. Band 2. J. A. G. Weigel, Leipzig 1831 (französisch, google.com).